# شامال جورج
شامال جورج (انگلیسی: Shamal George؛ زادهٔ ۶ ژانویهٔ ۱۹۹۸) بازیکن فوتبال اهل بریتانیا است.
از باشگاه‌هایی که در آن بازی کرده‌است می‌توان به باشگاه فوتبال لیورپول اشاره کرد.